# كيفين كيلير
كيفين كيلير (بالإنجليزية: Kevin Lane Keller)‏ بروفسور تسويق في مدرسة توك بيزنس (كلية دارتموث)،ولد في 23 جوان 1953 حاليا مدرس ماستير إدارة أعمال بالأخص مقياس إدارة تسويق واستراتيجية العلامة التجارية ، تخرج كيفين كيلير من جامعة كورنيل، كارنيجي كيلون و ديوك. بعدها التحق بسلك التعليم بستانفورد، بيركيلي و جامعة شمال كاليفورنيا. عمل كيفين كذلك كمستشار تسويق بالبنك الأمريكي.